# Zuzanna Trzcińska
Zuzanna Trzcińska (ur. 10 grudnia 1986 w Nowym Mieście Lubawskim) – polska wioślarka, wychowanka KS Wir Iława.
W 2006 rozpoczęła studia w zakresie biochemii na Uniwersytecie Stanu Ohio, w Columbus.

## Osiągnięcia
- młodzieżowe wicemistrzostwo świata – ósemka kobiet U23 – Brandenburg 2008[1]
- Mistrzostwa Europy – Ateny 2008 – ósemka – 5. miejsce[2].
- Mistrzostwa świata – Poznań 2009 – ósemka – 7. miejsce[2].
- Mistrzostwa Europy – Brześć 2009 – ósemka – 5. miejsce[2].
- Mistrzostwa Europy – Montemor-o-Velho 2010 – ósemka – 7. miejsce[2].